# Église Saint-Goulven de Goulven
 (novembre 2018).
Si vous disposez d'ouvrages ou d'articles de référence ou si vous connaissez des sites web de qualité traitant du thème abordé ici, merci de compléter l'article en donnant les références utiles à sa vérifiabilité et en les liant à la section « Notes et références ».
L'église Saint-Goulven est située à Goulven dans le Finistère en Bretagne (France). Elle est située au sein d'un enclos paroissial.

## Histoire

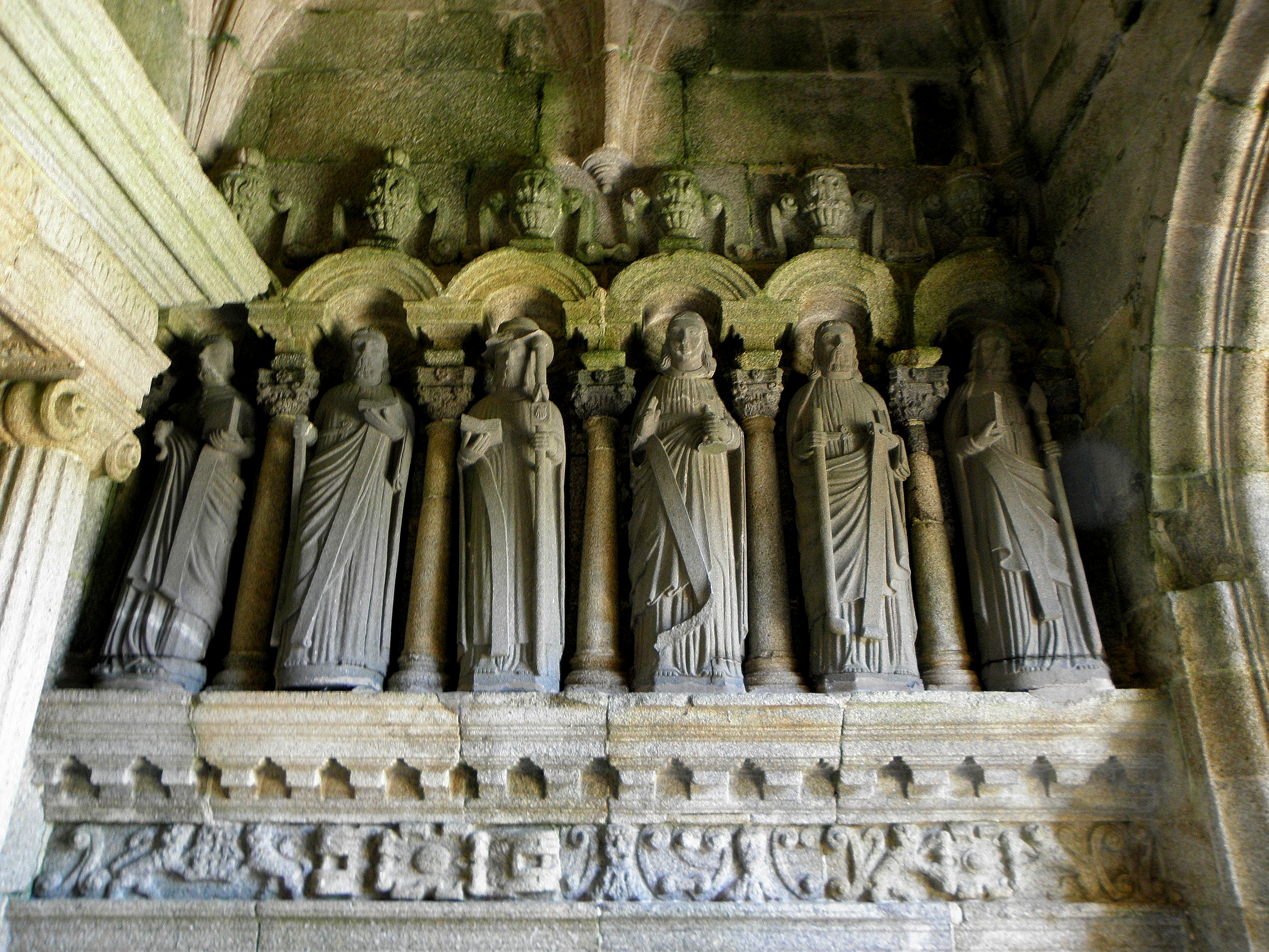
Porche sud de l'église Saint-Goulven.

L'église est dédiée à saint Goulven et date du XVIe siècle. L'église est de style gothique avec  un clocher de style renaissance.
La flèche est sculptée avec finesse.
Elle est classée aux monuments historiques par liste de 1862 ; le cimetière entourant l'église est classé en 1946.